# Kalamnūri
Kalamnūri är en ort i Indien.   Den ligger i distriktet Hingoli och delstaten Maharashtra, i den centrala delen av landet, 1 000 km söder om huvudstaden New Delhi. Kalamnūri ligger 462 meter över havet och antalet invånare är 22 708.
Terrängen runt Kalamnūri är platt. Runt Kalamnūri är det ganska tätbefolkat, med 199 invånare per kvadratkilometer. Närmaste större samhälle är Hingoli, 18,2 km väster om Kalamnūri. Trakten runt Kalamnūri består till största delen av jordbruksmark.